# Рочдельская улица
Рочде́льская улица (в XIX веке — Гага́ринский переулок, до 1932 года — Нижняя Пре́сненская улица) — улица в Центральном административном округе города Москвы. Проходит параллельно Краснопресненской набережной от Проектируемого проезда № 1072 до улицы 1905 года. Нумерация домов ведётся от Конюшковской улицы.

## Происхождение названия
Переименована в 1932 году в честь английских рабочих — ткачей города Рочдейл (англ. Rochdale), которые в 1844 году собрали по 1 фунту стерлингов и создали коллективное хозяйственное (торговое) предприятие — потребительское общество на кооперативных принципах. С этого года и начинает свой отсчёт потребительская кооперация и международное кооперативное движение. 
На планах середины XIX века улица обозначена как Гагаринский переулок (видимо, по фамилии домовладельца). До 1932 года — Нижняя Пресненская улица, по её расположению в низовьях реки Пресни. В XIX веке улица пересекала реку Пресню и Пресненские пруды по Нижнему Пресненскому мосту, позднее получившему название Горбатого мостика.

## Здания и сооружения
Здания и сооружения улицы входят в состав культурных слоёв «Новинская слобода» и «Село Три горы» и охраняется в качестве объекта культурного наследия федерального значения.

### По нечётной стороне
- № 15 (стр. 1-52),  памятник архитектуры (вновь выявленный объект) — здания ткацкой фабрики «Трёхгорная мануфактура» (конец XIX — начало XX веков, архитекторы Н. И. Финисов, Р. И. Клейн, В. Г. Залесский, А. Н. Милюков, С. Коновалов и другие). Архитектурный ансамбль фабрики является выявленным объектом культурного наследия[3], тем не менее компания «Базовый элемент» планирует застройку территории — согласно проекту начала 2000-х годов, здесь могут появиться жилые, офисные и торговые площади.
  - стр. 5 — прядильный корпус с лестничной башней и площадкой (1897, архитектор А. Н. Милюков)[3];
  - стр. 6 — хозяйственная пристройка к прядильному корпусу (1904, 1960—1970-е);
  - стр. 8 — ткацкий корпус (1884, архитектор В. Г. Залесский; 1896, архитектор А. Н. Милюков)[3];
  - стр. 10 — отбельный цех (1904, 1906, XX в.)[3];
  - стр. 29 — гравёрный цех (1897, архитектор С. Коновалов)[3];
  - стр. 56 — «Собинбанк»

Ныне в зданиях фабрики расположился торгово-развлекательный квартал, состоящий из множества ночных клубов, баров, рестораном и магазинов. Кроме того, в стр. 1 располагается одноимённый с бывшей фабрикой бизнес-центр.

### По чётной стороне
- № 12/1 — Дом Управделами президента. В разное время здесь жили такие представители российской номенклатуры, как Борис Грызлов, Николай Патрушев, Сергей Иванов, Дмитрий Козак, Георгий Полтавченко, Герман Греф, Михаил Фрадков. Одна из квартир принадлежит дочери Сергея Собянина[4].
- № 30 — административное здание (2002, архитекторы Б. А. Шабунин, А. Феоктистова[5]). Среди учреждений — офис Ингосстрах Банка и компании «Базовый элемент»

## Транспорт
- Движение по улице двустороннее в пределах от улицы 1905 года до Глубокого переулка. За Домом правительства Российской Федерации, на отрезке от Глубокого переулка до Конюшковской улицы, Рочдельская улица с 1994 года полностью закрыта для транспорта, а с 1994 по 2000 год была закрыта также и для пешеходов.
- Ближайшие станции метро: «Улица 1905 года», «Баррикадная», «Краснопресненская».
- По улице проходят маршруты 315 и м31